# Revolta militar na Guiné-Bissau de 2010
A Revolta militar na Guiné-Bissau de 2010 ocorreu em Guiné-Bissau em 1 de abril de 2010. O primeiro-ministro Carlos Gomes Júnior foi colocado sob prisão domiciliar por soldados da Guiné-Bissau, que também detiveram o Chefe do Exército Zamora Induta. Os defensores de Gomes e seu partido, o PAIGC, reagiram ao movimento, protestando na capital, Bissau, com António Indjai, o Vice-Chefe do Estado-Maior.
Após negociações, Carlos Gomes Júnior retornou ao seu posto.
Dois anos depois, Carlos Gomes Júnior também voltou a ser preso durante outro golpe de estado no país.

## Literatura
- Zounmenou, David (2010). «Guinea-Bissau: why a stabilisation force may be useful». African Security Review. 19 (3): 66–70. doi:10.1080/10246029.2010.519884